# كارل همر
كارل همر (بالهولندية: Karl Hammer Kaatee)‏ هو صحفي وكاتب ومصور ومخرج هولندي، ولد في 19 سبتمبر 1959.

## وصلات خارجية
- الموقع الرسمي
- كارل همر على موقع IMDb (الإنجليزية)